# Wytheville
Wytheville è una città degli Stati Uniti d'America della contea di Wythe, nello Stato della Virginia.